# Octamyrtus halmaherensis
Octamyrtus halmaherensis là một loài thực vật có hoa trong Họ Đào kim nương. Loài này được Craven & Sunarti mô tả khoa học đầu tiên năm 2004.